# クリスティアン2世 (アンハルト＝ベルンブルク侯)
クリスティアン2世（Christian II. Fürst von Anhalt-Bernburg, 1599年8月11日 - 1656年9月21日）は、ドイツのアンハルト＝ベルンブルク侯（在位：1630年 - 1656年）。

## 生涯
アンハルト＝ベルンブルク侯クリスティアン1世とその妻でベントハイム＝テクレンブルク伯アルノルト3世の娘であるアンナの間の第3子、次男として、プファルツ選帝侯領の地方総督だった父の任地アンベルクで生まれた。きわめて高度な教育を受け、流暢なイタリア語、フランス語を話した。1608年から1609年にかけ、従兄のアンハルト＝デッサウ侯世子ヨハン・カジミールとともに、2人の侍従マルクス・ヴェンデリン（Markus Friedrich Wendelin）とペーター・フォン・ゼボッテンドルフ（Peter von Sebottendorf）に付き添われてジュネーヴに留学している。その後、フランス、イタリア、イングランドを巡るグランドツアーに赴いた。
19歳より、生涯の大半を三十年戦争の艱難辛苦の中で過ごすことになったが、クリスティアンはそのことを日記の中で「私の宿命（„ma fatale destinée“）」と語っている。三十年戦争の発端と言える1620年の白山の戦いにおいて、プロテスタント軍の総大将だった父クリスティアン1世は敗北後に皇帝側から帝国アハト刑を科せられて法的保護および所領を失い、国外亡命を余儀なくされた。父の指揮下で2つの連隊を率いていたクリスティアン2世は、この戦いの最中に捕虜となったものの、護送された先のウィーン宮廷では幸運にも神聖ローマ皇帝フェルディナント2世に可愛がられ、翌1621年には家領のベルンブルクに帰還を許された。
クリスティアン2世はまた、叔父のアンハルト＝ケーテン侯ルートヴィヒ1世の仲介で、貴族文芸サークル「実りを結ぶ会」の会員となった。
1630年、皇帝の恩赦により帰国していた父が亡くなると同時に、アンハルト＝ベルンブルク侯となった。うち続く戦乱によって、ベルンブルク侯領では君主も領民も苦しめられた。治世の初め、ベルンブルクは皇帝軍の将軍で悪名高いハインリヒ・フォン・ホルク伯爵の軍勢に侵略・掠奪された。さらに不幸は続き、ベルンブルクはペストが流行して1700人の犠牲者を出した。1636年にはベルンブルク城（Schloss Bernburg）が皇帝軍によって襲われたが、70歳の宮内長官ブルクハルト・フォン・エアラッハ（Burkhard von Erlach）が勇気を奮い起して賊を追い払った。
クリスティアン2世は1656年に亡くなり、エーギディエン宮廷教会（Schlosskirche St. Aegidien）の侯爵家霊廟に葬られた。侯爵が生前に残した14巻にのぼる日記は、三十年戦争に関する重要な史料となっている。

## 子女
1625年2月28日、アーレンスベックにおいてシュレースヴィヒ＝ホルシュタイン＝ゾンダーブルク公ハンスの娘エレオノーレ・ゾフィー（1603年 - 1675年）と結婚した。夫妻の間には15人の子女があった。
- ベリンガー（1626年 - 1627年）
- ゾフィア（1627年）
- ヨアヒム・エルンスト（1629年）
- クリスティアン（1631年）
- エルトマン・ギデオン（1632年 - 1649年）
- ボギスラウ（1633年 - 1634年）
- ヴィクトル・アマデウス（1634年 - 1718年） - アンハルト＝ベルンブルク侯
- エレオノーレ・ヘートヴィヒ（1635年 - 1685年）
- エルネスティーネ・アウグステ（1636年 - 1659年）
- アンゲリカ（1639年 - 1688年）
- アンナ・ゾフィア（1640年 - 1704年） - 1664年、ゾルムス＝ゾンネンヴァルデ伯ゲオルク・フリードリヒと結婚
- カール・ウルジヌス（1642年 - 1660年）
- フェルディナント・クリスティアン（1643年 - 1645年）
- マリー（1645年 - 1655年）
- アンナ・エリーザベト（1647年 - 1680年） - 1672年、ヴュルテンベルク＝エールス公クリスティアン・ウルリヒ1世と結婚

## 著作
- (Übs.) Antonio de Guevara: Die Unterweisung eines Christlichen Fürsten. Cöthen: Fürstl. Druckerei, 1639
- (Übs.) Charles Drelincourt: Von der Beharligkeit der Außerwehlten. Cöthen: Fürstl. Druckerei 1641
- (Übs.) Hundert Königliche Lehren, welche Keyser Emanuel Palaeologus … fürgeleget. o.O., 1650